# The X Factor (Великобритания)
The X Factor — британское телевизионное музыкальное шоу талантов, созданное в сентябре 2004 года продюсером Саймоном Коуэллом. В Великобритании шоу транслируется на канале ITV. Идея о его создании возникла у Коуэлла после судейства в популярном телеконкурсе Pop Idol. После выхода шоу возникли судебные тяжбы по поводу сходства двух передач.
Оригинальным судейским составом первого сезона были Луис Уолш, Шэрон Осборн и Саймон Коуэлл. Певица Данни Миноуг присоединилась к ним в 4-м сезоне, а Шерил Коул заменила Осборн в 5-м. В 8-м сезоне полностью были заменены все судьи, и ими стали Гэри Барлоу, Келли Роуленд и певица Тулиса Контоставлос. В 9-м сезоне Николь Шерзингер заняла судейское кресло Келли Роуленд, а в 10-м — Шэрон Осборн, Саймон Коуэлл и Шерил Коул вернулись в шоу. В 11-м сезоне, вышедшем в конце 2014 года, место Осборн заняла Мелани Браун, ранее участвовавшая в 9-м сезоне в качестве временной замены судей, Шерзингер и Барлоу. В 12-м сезоне шоу произошли изменения в составе судей, так Рита Ора и Ник Гримшоу сменили Мелани Браун и Луиса Уолша в судейских креслах. В 13-м сезоне вернулся оригинальный судейский состав Луис Уолш, Шэрон Осборн, Саймон Коуэлл, а также к ним присоединилась Николь Шерзингер. После 14-го Уолш и Шерзингер  покинули шоу, а Осборн  должна была вернуться только для живых выступлений, но позже было объявлено, что она не будет участвовать в шоу. В 15-м сезоне к Коуэллу присоединятся Луи Томлинсон —  участник бой-бенда One Direction, образованного на данном шоу, Айда Филд и Робби Уильямс.
После выхода шоу получило огромный успех и стало популярным. Версии шоу The X Factor начали появляться в различных странах в качестве франшиз. 6 сезон привлёк 200 000 зрителей и достиг максимума среди британских телезрителей, собрав у экранов 19,7 млн человек (63,2 % зрительской аудитории). В финале сезона было отдано 10 млн голосов. 15 ноября 2013 года канал ITV объявил, что Коуэлл подписал контракт на продление The X Factor на три года до 2016 года. 16 сентября 2016 года было объявлено, что канал ITV подписал еще один контракт на продление шоу на три года до 2019 года. В ноябре 2018 года шоу было продлено до 2022 года.

## История
The X Factor был создан судьёй Саймоном Коуэллом в качестве замены шоу Pop Idol, где он был судьей, но, пожелав запустить собственное шоу, покинул его. Первый сезон Pop Idol был достаточно успешным, в прочем, как и второй, но к финалу рейтинги начали резко снижаться. В 2004 году британский канал ITV объявил о новом шоу, созданном Коуэллом без участия автора Pop Idol, Саймона Фуллера, — The X Factor. Явное сходство между двумя шоу позже стало предметом правового спора.

## Формат

### Этапы
- 1 этап: Продюсерское прослушивание (закадровые прослушивания, где решается, кто будет петь перед судьями)
- 2 этап: Судейское прослушивание (в комнате прослушивания (1–4, 13–14), на сцене (5–9, 12, 15–) или и там, и там (10,11 сезоны)
- 3 этап: Обучение (1–9 сезоны), испытание шести стульев (10–11 сезоны,15–), или оба (12–14)
- 4 этап: Дома судей
- 5 этап: Живые выступления (финал)

## Жюри
| Член жюри           | Сезон | Сезон | Сезон | Сезон | Сезон | Сезон | Сезон | Сезон | Сезон | Сезон | Сезон | Сезон | Сезон | Сезон | Сезон |
| Член жюри           | 1     | 2     | 3     | 4     | 5     | 6     | 7     | 8     | 9     | 10    | 11    | 12    | 13    | 14    | 15    |
| ------------------- | ----- | ----- | ----- | ----- | ----- | ----- | ----- | ----- | ----- | ----- | ----- | ----- | ----- | ----- | ----- |
| Луис Уолш           |       |       |       |       |       |       |       |       |       |       |       |       |       |       |       |
| Шэрон Осборн        |       |       |       |       |       |       |       |       |       |       |       |       |       |       |       |
| Саймон Коуэлл       |       |       |       |       |       |       |       |       |       |       |       |       |       |       |       |
| Данни Миноуг        |       |       |       |       |       |       |       |       |       |       |       |       |       |       |       |
| Шерил Коул          |       |       |       |       |       |       |       |       |       |       |       |       |       |       |       |
| Келли Роуленд       |       |       |       |       |       |       |       |       |       |       |       |       |       |       |       |
| Тулиса Контоставлос |       |       |       |       |       |       |       |       |       |       |       |       |       |       |       |
| Гэри Барлоу         |       |       |       |       |       |       |       |       |       |       |       |       |       |       |       |
| Николь Шерзингер    |       |       |       |       |       |       |       |       |       |       |       |       |       |       |       |
| Мелани Браун        |       |       |       |       |       |       |       |       |       |       |       |       |       |       |       |
| Рита Ора            |       |       |       |       |       |       |       |       |       |       |       |       |       |       |       |
| Ник Гримшоу         |       |       |       |       |       |       |       |       |       |       |       |       |       |       |       |
| Айда Филд           |       |       |       |       |       |       |       |       |       |       |       |       |       |       |       |
| Луи Томлинсон       |       |       |       |       |       |       |       |       |       |       |       |       |       |       |       |
| Робби Уильямс       |       |       |       |       |       |       |       |       |       |       |       |       |       |       |       |

## Сезоны шоу
Участник (или наставник) в категории «Мальчики»

     Участник (или наставник) в категории «Девушки»

     Участник (или наставник) в категории «От 16 до 24»

     Участник (или наставник) в категории «Старше 25» или «Старше 28»

     Участник (или наставник) в категории «Группы»
| Сезон | Начало          | Конец           | Победитель      | Второе место       | Третье место     | Наставник победителя | Ведущий(-ие)                 | Судьи                                                      |
| ----- | --------------- | --------------- | --------------- | ------------------ | ---------------- | -------------------- | ---------------------------- | ---------------------------------------------------------- |
| 1     | 4 сентября 2004 | 11 декабря 2004 | Стив Брукстейн  | G4                 | Табби Каллаган   | Саймон Коуэлл        | Кейт Торнтон                 | Саймон Коуэлл Шэрон Осборн Луис Уолш                       |
| 2     | 20 августа 2005 | 17 декабря 2005 | Шейн Уорд       | Энди Абрахам       | Journey South    | Луис Уолш            | Кейт Торнтон                 | Саймон Коуэлл Шэрон Осборн Луис Уолш                       |
| 3     | 19 августа 2006 | 16 декабря 2006 | Леона Льюис     | Рэй Куинн          | Бен Миллс        | Саймон Коуэлл        | Кейт Торнтон                 | Саймон Коуэлл Шэрон Осборн Луис Уолш                       |
| 4     | 18 августа 2007 | 15 декабря 2007 | Леон Джексон    | Ридиан Робертс     | Same Difference  | Данни Миноуг         | Дермот О’Лири                | Саймон Коуэлл Шэрон Осборн Луис Уолш Данни Миноуг          |
| 5     | 16 августа 2008 | 13 декабря 2008 | Александра Бёрк | JLS                | Эоан Куигг       | Шерил Коул           | Дермот О’Лири                | Саймон Коуэлл Луис Уолш Данни Миноуг Шерил Коул            |
| 6     | 22 августа 2009 | 13 декабря 2009 | Джо Макэлдерри  | Олли Мерс          | Стейси Соломон   | Шерил Коул           | Дермот О’Лири                | Саймон Коуэлл Луис Уолш Данни Миноуг Шерил Коул            |
| 7     | 21 августа 2010 | 12 декабря 2010 | Мэтт Кардл      | Ребекка Фергюстон  | One Direction    | Данни Миноуг         | Дермот О’Лири                | Саймон Коуэлл Луис Уолш Данни Миноуг Шерил Коул            |
| 8     | 20 августа 2011 | 11 декабря 2011 | Little Mix      | Маркус Коллинс     | Амелия Лили      | Тулиса Контоставлос  | Дермот О’Лири                | Луис Уолш Келли Роуленд Гэри Барлоу Тулиса Контоставлос    |
| 9     | 18 августа 2012 | 9 декабря 2012  | Джеймс Артур    | Джамене Дуглас     | Крис Мэлони      | Николь Шерзингер     | Дермот О’Лири                | Луис Уолш Гэри Барлоу Тулиса Контоставлос Николь Шерзингер |
| 10    | 31 августа 2013 | 15 декабря 2013 | Сэм Бэйли       | Николас Макдональд | Люк Френд        | Шэрон Осборн         | Дермот О’Лири Кэролайн Флэк6 | Луис Уолш Шэрон Осборн Гэри Барлоу Николь Шерзингер        |
| 11    | 30 августа 2014 | 13 декабря 2014 | Бен Хэйнау      | Флёр Ист           | Андреа Фаустини  | Саймон Коуэлл        | Дермот О’Лири                | Луис Уолш Саймон Коуэлл Шерил Коул Мелани Браун            |
| 12    | 29 августа 2015 | 13 декабря 2015 | Луиза Джонсон   | Reggie ’n’ Bollie  | Че Честерман     | Рита Ора             | Олли Мёрс Кэролайн Флэк      | Саймон Коуэлл Шерил Фернандес-Версини Рита Ора Ник Гримшоу |
| 13    | 27 августа 2016 | 11 декабря 2016 | Мэтт Терри      | Сара Алто          | 5 After Midnight | Николь Шерзингер     | Дермот О’Лири                | Луис Уолш Саймон Коуэлл Шэрон Осборн Николь Шерзингер      |
| 14    | 2 сентября 2017 | 3 декабря 2017  | Rak-Su          | Грейс Дэвис        | Кевин Дэви Уайт  | Саймон Коуэлл        | Дермот О’Лири                | Луис Уолш Саймон Коуэлл Шэрон Осборн Николь Шерзингер      |
| 15    | 1 сентября 2018 | 2 декабря 2018  | Долтон Харрис   | Скарлетт Ли        | Энтони Рассел    | Луи Томлинсон        | Дермот О’Лири                | Саймон Коуэлл Луи Томлинсон Айда Филд Робби Уильямс        |

1. ↑  Пола Абдул была приглашённой судьёй на прослушиваниях в Лондоне.
2. ↑  Брайан Фридман был приглашённой судьёй на прослушиваниях в Лондоне, но был заменён Луисом Уолшем, хотя первоначально входил в основной состав судейского жюри.
3. ^ a b c d e  Во время прослушивания и тренировок несколько приглашённых судей служили временной заменой Данни Миноуг, которая была не в состоянии посещать шоу из-за беременности. Так, Джери Холлиуэлл была приглашённой судьёй на прослушиваниях в Глазго; Натали Имбрулья — в Бирмингеме; Кэти Перри — в Дублине; Пикси Лотт в Кардиффе и Николь Шерзингер в Манчестере на прослушиваниях и тренировках.
4. ↑  Келли Роуленд в течение недели не смогла приехать из Лос-Анджелеса на четыре живых выступления из-за воспаления горла, поэтому её временно заменяла Александра Бёрк.
5. ^ a b c d e f  После отъезда Роуленд, Джери Холлиуэлл (Ливерпуль), Леона Льюис (Лондон), Николь Шерзингер (Лондон), Рита Ора (Лондон), Мел Би (Манчестер) и Анастейша (Глазго) выступали в качестве приглашённых судей во время прослушиваний, пока не был найден постоянный судья.
6. ↑  Кэролайн Флэк являлась ведущей за кулисами на живых выступлениях по субботам.

## Категории и их финалисты
В каждом сезоне каждый судья становится наставником в одной из категорий и выбирает несколько участников (3 или 4), с которыми должен пройти в финал.
     — Победивший судья/категория. Победители выделены жирным шрифтом.
| Сезон                                                         | Саймон Коуэлл                                                    | Шэрон Осборн                                                          | Луис Уолш                                                             | —                                                                |
| ------------------------------------------------------------- | ---------------------------------------------------------------- | --------------------------------------------------------------------- | --------------------------------------------------------------------- | ---------------------------------------------------------------- |
| 1                                                             | Старше 25 Стив Брукстейн Роуэтта Сатчелл Верити Кис              | От 16 до 24 Табби Каллаган Кэсси Комптон Роберта Хоуэтт               | Группы G4 Voices with Soul 2 to Go                                    | —                                                                |
| 2                                                             | Группы Journey South The Conway Sisters 4Tune Addictiv Ladies    | Старше 25 Энди Абрахам Бренда Эдвардс Чико Слимани Мария Лоусон       | От 16 до 24 Шейн Уорд Николас Дорсетт Ченаи Зинуки Филлип Маги        | —                                                                |
| 3                                                             | От 16 до 24 Леона Льюис Рэй Куинн Никитта Ангус Эшли Маккензи    | Старше 25 Бен Миллс Роберт Аллен Керри Макгрегор Дионн Митчелл        | Группы The MacDonald Brothers Eton Road 4Sure The Unconventionals     | —                                                                |
| 4                                                             | Саймон Коуэлл                                                    | Шэрон Осборн                                                          | Луис Уолш                                                             | Данни Миноуг                                                     |
| 4                                                             | Группы Same Difference Hope Futureproof                          | Девушки Алиша Беннетт Эмили Наканда Кимберли Саусуик                  | Старше 25 Ники Эванс Беверли Тротман Дэниел Деборг                    | Мальчики Леон Джексон Ридиан Робертс Энди Уильямс                |
| 5                                                             | Саймон Коуэлл                                                    | Шерил Коул                                                            | Луис Уолш                                                             | Данни Миноуг                                                     |
| 5                                                             | Мальчики Eoghan Quigg Austin Drage Scott Bruton                  | Девушки Александра Бёрк Диана Уикерс Лора Уайт                        | Группы JLS Girlband Bad Lashes                                        | Старше 25 Рут Лорензо Рэйчел Хилтон Дэниел Эванс                 |
| 6                                                             | Старше 25 Олли Мёрс Данил Джонсон Джейми Арчер                   | Мальчики Джо Макэлдерри Ллойд Дэниелс Рикки Лони                      | Группы John & Edward Miss Frank Kandy Rain                            | Девушки Стейси Соломон Люси Джонс Рэйчел Адедеджи                |
| 7                                                             | Группы One Direction Belle Amie Diva Fever F.Y.D.                | Девушки Ребекка Фергюсон Шер Ллойд Кэти Уэйссел Трейк Коэн            | Старше 28 Мэри Бёрн Вагнер Джон Аделай Шторм Ли                       | Мальчики Мэтт Кардл Пейдж Ричардсон Айден Гримшоу Николо Феста   |
| 8                                                             | Гэри Барлоу                                                      | Тулиса Контоставлос                                                   | Луис Уолш                                                             | Келли Роуленд                                                    |
| 8                                                             | Мальчики Маркус Коллинс Крэйг Колтон Фрэнки Кокозза Джеймс Майкл | Группы Little Mix The Risk Nu Vibe 2 Shoes                            | Старше 25 Китти Бракнелл Джонни Робинсон Сэми Брукс Джонджо Керр      | Девушки Амелия Лили Миша Би Джанет Девлин Софи Хабибс            |
| 9                                                             | Гэри Барлоу                                                      | Тулиса Контоставлос                                                   | Луис Уолш                                                             | Николь Шерзингер                                                 |
| 9                                                             | Старше 28 Кристофер Мелони Кай Сонс Мелани Мэссон Кэролин Пул    | Девушки Элла Хендерсон Люси Спрагган Джейд Эллис                      | Группы Union J District3 MK1                                          | Мальчики Джеймс Артур Джамене Дуглас Рилан Кларк                 |
| 10                                                            | Гэри Барлоу                                                      | Шэрон Осборн                                                          | Луис Уолш                                                             | Николь Шерзингер                                                 |
| 10                                                            | Группы Rough Copy Kingsland Road Miss Dynamix                    | Старше 25 Сэм Бэйли Шелли Смит Лорна Симпсон                          | Мальчики Николас Макдональд Люк Френд Сэм Каллахан                    | Девушки Тамера Фостер Ханна Барретт Аби Олтон                    |
| 11                                                            | Саймон Коуэлл                                                    | Шерил Коул                                                            | Луис Уолш                                                             | Mel B                                                            |
| 11                                                            | Старше 25 Бен Хэйнау Флер Ист Стиви Ритчи Джей Джеймс            | Девушки Лорен Платт Лола Саундерс Хлоя Жасмин Стефани Нала            | Группы Stereo Kicks Only the Young Overload Generation Blonde Electra | Мальчики Андреа Фаустини Пол Акистер Джек Уолтон Джейк Куикенден |
| 12                                                            | Саймон Коуэлл                                                    | Шерил Коул                                                            | Ник Гримшоу                                                           | Рита Ора                                                         |
| 12                                                            | Старше 25 Антон Стефанс Макс Стоун Bupsi                         | Группы Reggie ’n’ Bollie 4th Impact Alien Uncovered                   | Мальчики Че Честерман Мэйсон Нойз Шонн Майли Мур                      | Девушки Луиза Джонсон Лорен Мюррэй Моника Майкл Кира Уизерс      |
| 13                                                            | Саймон Коуэлл                                                    | Шэрон Осборн                                                          | Луис Уолш                                                             | Николь Шерзингер                                                 |
| 13                                                            | Девушки Эмили Мидэлмас Сэм Лэйвери Гифти Луиз                    | Старше 25 Сара Алто Honey G Релли Си                                  | Группы 5 After Midnight Four of Diamonds Bratavio Brooks Way          | Мальчики Мэтт Терри Фредди Паркер Райан Лори                     |
| 14                                                            |                                                                  |                                                                       |                                                                       |                                                                  |
| Группы Rak-Su The Cutkelvins Jack & Joel Sean and Conor Price | Девушки Алиса Бонаобра Грейс Дэвис Холли Тэнди Рай-Элль Уильямс  | Мальчики Сэм Блэк Ллойд Мейси Леон Маллетт Спенсер Сазерленд          | Старше 28 Мэтт Линнен Кевин Дэви Уайт Трейсилеанн Джеффорд Талия Дин  |                                                                  |
| 15                                                            | Саймон Коуэлл                                                    | Луи Томлинсон                                                         | Айда Филд                                                             | Робби Уильямс                                                    |
| 15                                                            | Девушки Шан Ако Скарлетт Ли Белла Пенфолд Молли Скотт            | Мальчики Долтон Харрис Брендан Мюррей Энтони Рассел Армстронг Мартинс | Старше 28 Дженис Робинсон Джованни Спано Дэнни Тетли Олатунджи Йирвуд | Группы Acacia & Aaliyah LMA Choir Misunderstood United Vibe      |

## Рейтинги
Первые семь сезонов просмотры росли с каждым годом, исключением был 3 сезон. С восьмого сезона просмотры начали падать год за годом.
| Сезон | Начало          | Конец           | Количество выпусков | Среднее количество зрителей (млн.чел) |
| ----- | --------------- | --------------- | ------------------- | ------------------------------------- |
| 1     | 4 сентября 2004 | 11 декабря 2004 | 24                  | 7.40                                  |
| 2     | 20 августа 2005 | 17 декабря 2005 | 30                  | 8.73                                  |
| 3     | 19 августа 2006 | 16 декабря 2006 | 30                  | 8.27                                  |
| 4     | 18 августа 2007 | 15 декабря 2007 | 28                  | 8.57                                  |
| 5     | 16 августа 2008 | 13 декабря 2008 | 30                  | 10.51                                 |
| 6     | 22 августа 2009 | 13 декабря 2009 | 30                  | 13.00                                 |
| 7     | 21 августа 2010 | 12 декабря 2010 | 30                  | 14.13                                 |
| 8     | 20 августа 2011 | 11 декабря 2011 | 31                  | 12.41                                 |
| 9     | 18 августа 2012 | 9 декабря 2012  | 31                  | 10.00                                 |
| 10    | 31 августа 2013 | 15 декабря 2013 | 32                  | 9.45                                  |
| 11    | 30 августа 2014 | 14 декабря 2014 | 34                  | 8.65                                  |
| 12    | 29 августа 2015 | 13 декабря 2015 | 28                  | 7.85                                  |
| 13    | 27 августа 2016 | 11 декабря 2016 | 32                  | 7.71                                  |
| 14    | 2 сентября 2017 | 3 декабря 2017  | 28                  | 6.52                                  |
| 15    | 1 сентября 2018 | 2 декабря 2018  | 28                  | 6.19                                  |